# Суховій Тимко Григорович
Тимко Григорович Суховій (1903, село Немичинці, тепер Хмельницького району Хмельницької області — ?) — український радянський діяч, голова колгоспу села Немичинці Городоцького (Хмельницького) району Кам'янець-Подільської (Хмельницької) області. Депутат Верховної Ради СРСР 1-го скликання.

## Життєпис
Народився в бідній селянській родині. Освіта початкова. З 1914 року наймитував у заможних селян. У 1916 році втратив батька, який загинув на фронтах Першої світової війни.
З 1918 року працював у власному сільському господарстві.
У 1926—1929 роках — служба в Червоній армії.
У 1929 році вступив до колгоспу села Немичинці на Поділлі. У 1929—1931 роках — голова споживчої кооперації села Немичинці. У 1931—1934 роках — завідувач господарства і заступник голови колгоспу села Немичинці Вінницької області.
З 1934 року — голова колгоспу та голова сільського суду села Немичинці Вінницької (Кам'янець-Подільської) області.
Член ВКП(б) з січня 1938 року.
Потім — голова виконавчого комітету Городоцької районної ради депутатів трудящих Кам'янець-Подільської області.
З січня 1940 року — заступник голови виконавчого комітету Кам'янець-Подільської обласної ради депутатів трудящих.
Подальша доля невідома.